# Kostritjka
Kostritjka (ryska: Костричка) är ett vattendrag i Belarus.   Det ligger i voblasten Mahiljoŭs voblast, i den centrala delen av landet, 130 km sydost om huvudstaden Minsk.
Omgivningarna runt Kostritjka är en mosaik av jordbruksmark och naturlig växtlighet. Runt Kostritjka är det glesbefolkat, med 13 invånare per kvadratkilometer.